# Per Persson (artist)
Per Persson, född 22 mars 1963 i Alfta, är en svensk artist. Han spelade under 1980-talet bas i Dead Scouts och Traste Lindéns Kvintett. Persson bildade därefter Perssons Pack vars första skiva kom 1989. Han medverkade i Så mycket bättre 2024.

## Priser och utmärkelser
- Fred Åkerström-stipendiet,  1992

[Redigera Wikidata]